# Cầu Tumski

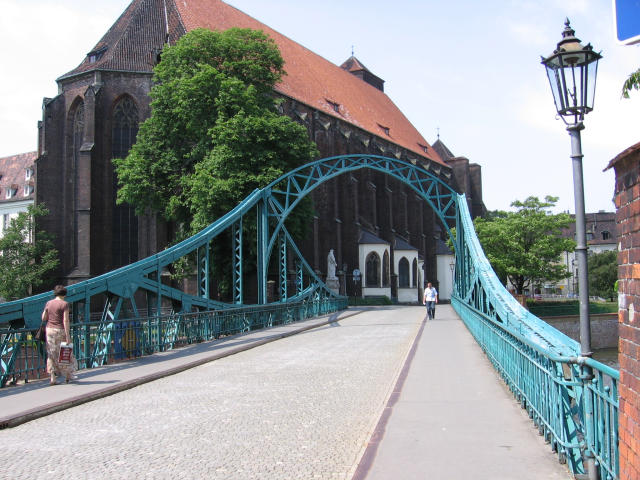
Cầu Tumski ở Wrocław, với tầm nhìn ra Nhà thờ St. Mary.

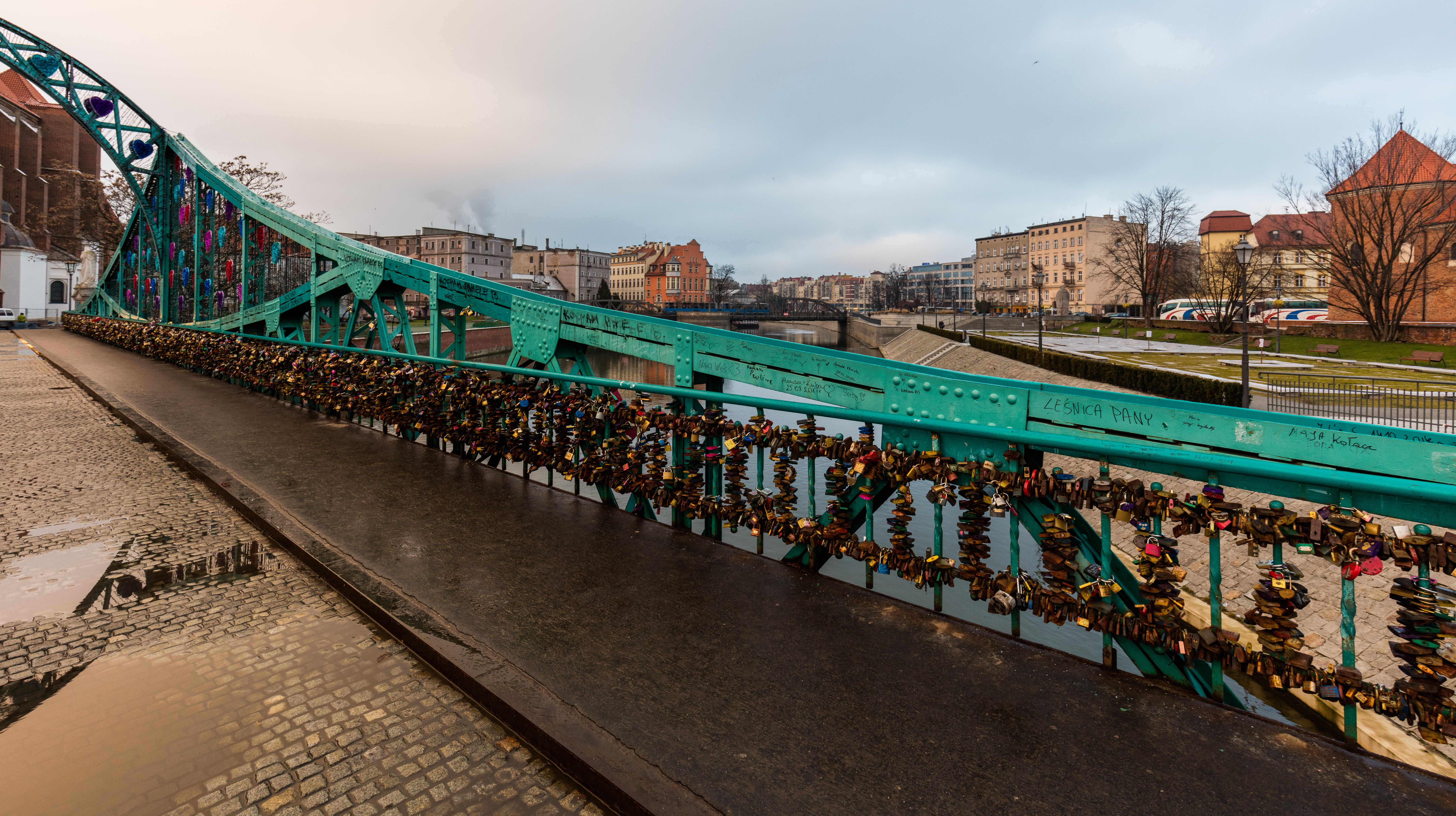
Khóa móc trên cầu Tumski

Cầu Tumski (tiếng Ba Lan: Most Tumski) là một cây cầu thép bắc qua nhánh phía bắc của sông Oder ở Wrocław, Ba Lan. Được xây dựng vào năm 1889, nó đã thay thế một cây cầu gỗ cũ để kết nối Ostrów Tumski và Wyspa Piaskowa. Cho đến năm 1945, tên của nó là Dombrücke.
Đó là một cây cầu giao thông cũ giờ chỉ mở cho người đi bộ.
Cầu Tumski còn được gọi là Cầu Tình yêu, Cầu Nhà thờ hoặc Cầu Xanh. Đó là một điểm đến của những người đang yêu nhau. Cây cầu chứa đầy những ổ khóa tình yêu mà những người yêu nhau để lại để lưu giữ và cầu ước cho tình cảm của họ. Một phần quan trọng của các hoạt động này là ném chìa khóa xuống sông Odra.
Năm 1992 nó đã được đổi mới toàn diện. Trong quá trình cải tạo, tầng ban đầu bao gồm các khu gian của Zores đã được thay thế bằng một sàn chỉnh hình.